# ChefVille
ChefVille ist eine Restaurant-Simulation für soziale Netzwerke und wird von Zynga angeboten. Das Spiel wurde im August 2012 auf Facebook veröffentlicht. Innerhalb des ersten Monats wurde ChefVille das Nr.-1-Facebook-Spiel. Bereits Anfang Oktober 2012 hatte ChefVille mehr als 4,8 Millionen aktive Nutzer täglich und mehr als 45 Millionen aktive Nutzer monatlich.

## Geschichte
ChefVille ist Zyngas zweites Spiel im Restaurant-Genre nach Café World, ein Facebook-Spiel mit 456.000 täglichen Spielern und 2,4 Millionen monatlichen Spielern ab Anfang Oktober 2012. Die Hauptunterschiede zu Café World liegen darin, dass bei ChefVille Spieler mit der Umwelt außerhalb ihres virtuellen Restaurants interagieren können, und sie erhalten echte Rezepte bei Fortschritten innerhalb des Spieles, die Rezepte werden an die Facebook zugänglich gemachte E-Mail-Adresse gesendet. ChefVille ist kostenlos in 17 Sprachen auf Facebook verfügbar.
Am 30. April 2015 wurde das Spiel eingestellt.

## Spielprinzip
Als angehender Koch kann man in ChefVille sein erstes eigenes Restaurant eröffnen. Im Wesentlichen dreht sich das Spiel um das Zubereiten von Gerichten. Die Beschaffung der Zutaten einzelner Gerichte steht im Mittelpunkt des Gameplays, man pflanzt und baut und erweitert, oder man bittet seine Freunde um Hilfe, die die fehlenden Ingredienzien liefern können oder einen bei Baumaßnahmen unterstützen. Hat man alle Zutaten für ein Rezept beisammen, beginnt man mit dem Kochen an der vorgesehenen Kochstelle, die dafür extra gekauft und errichtet werden muss.
ChefVille-Spieler können Belohnungen im Spiel verdienen, und sie erhalten kostenlos Hilfe von Freunden. Sie können auch für einen rascheren Fortschritt Game-Cash mit realer Bezahlung erwerben.

## Partner
Am 19. September 2012 kündigten Zynga und Food Network eine Kooperation mit dem Starkoch Robert Irvine an. Irvine begleitet die Spieler als virtueller Avatar durch eine Reihe von Herausforderungen und hilft Spielern mit Belohnungen.